# روبي هووكر
روبي هووكر (بالإنجليزية: Robbie Hooker)‏ هو لاعب كرة قدم ومدرب كرة قدم أسترالي، ولد في 6 مارس 1967 في أستراليا. شارك مع منتخب أستراليا تحت 20 سنة لكرة القدم ومنتخب أستراليا لكرة القدم. أما مع النوادي، فقد لعب مع سيدني تايغرز وكانبيرا يونايتد وماركوني ستاليونز ونادي سيدني أوليمبيك ونادي سيدني يونايتد 58.

## وصلات خارجية
- روبي هووكر على موقع الاتحاد الدولي (مؤرشف)  (الإنجليزية)
- روبي هووكر على موقع قاعدة بيانات كرة القدم.إي يو (الإنجليزية)
- روبي هووكر على موقع ناشيونال فوتبول تيمز (الإنجليزية)